# 苏扎娜·格德亚
苏扎娜·格德亚（羅馬尼亞語：Suzana Gâdea；1919年9月29日—1996年8月25日），罗马尼亚共产党中央政治执行委员会委员，罗马尼亚教育部长、文化和教育委员会主席，任内积极仿照当时中国、朝鲜的模式，吹捧尼古拉·齐奥塞斯库和埃列娜·齐奥塞斯库。

## 生平
1919年，出生于罗马尼亚中部科瓦斯纳县布泽乌河畔恩托尔苏拉的公务员家庭。
1926年，在布泽乌河畔恩托尔苏拉小学和女子中学学习。
1938年，就读布加勒斯特理工学院化学工程学院冶金专业，获冶金物理化学和半导体博士学位。
1943年，任物理冶金系教授助理。
1945年，参加教师工会联盟的工作。
1946年，任“拉米诺茹勒”钢铁厂下属工程实验室主任和工程师，与土木工程师杜米特鲁·格德亚结婚。 
1948年，任布加勒斯特理工大学机械工程学院副院长。
1949年，任机械工程学院教师工会书记。
1951年，任布加勒斯特机械工程学院院长。
1955年，任布加勒斯特理工大学教授。
1962年，入党。 
1965年，罗共九大，为罗共中央候补委员。
1971年，任罗马尼亚全国人口委员会委员。
1972年，任铝合金硬化研究的博士生导师。
1974年，为罗马尼亚科学院通讯院士。
1976年，任罗马尼亚社会主义共和国政府教育部长。9月，增补为罗马尼亚共产党中央委员。
1979年，任罗马尼亚社会主义文化和教育委员会主席。11月，罗共十二大，为罗共中央委员、中央政治执行委员会委员。
1980年，任全国科学和技术委员会副主席。5月，任最高教育委员会副主席。
1983年，任全国人口委员会副主席。
1985年，为全国科学和教育委员会委员。
1989年，罗马尼亚革命，被逮捕，开除出罗马尼亚科学院。
1994年，特赦出狱。
1996年，病逝。

## 著作
- 《物理冶金》（1950年）
- 《金属和合金的研究》（1954年）
- 《粉末冶金》（1958年）
- 《物理冶金》（1961年）
- 《熔体研究》（1962年）
- 《物理冶金半导体》（合著1963年）
- 《合金》（合著1965年）
- 《稀有金属和半导体》（1967年）
- 《物理冶金半导体材料》（合著1968年）
- 《铝合金定向凝固》（1968年）
- 《金属材料的疲劳理论》（1972年）
- 《物理冶金及金属研究》（合著1979年）